# عمر سووي
عمر سووي (بالإنجليزية: Omar Sowe)‏ هو لاعب كرة قدم غامبي في مركز الهجوم، ولد في 28 أكتوبر 2000 في سيريكوندا في غامبيا. لعب مع نيو يورك ريد بولز 2.

## وصلات خارجية
- عمر سووي على موقع الدوري الأمريكي (الإنجليزية)
- عمر سووي على موقع قاعدة بيانات كرة القدم.إي يو (الإنجليزية)
- عمر سووي على موقع Soccerway.com (الإنجليزية)